# Leptanilla kubotai
Leptanilla kubotai är en myrart som beskrevs av Baroni Urbani 1977. Leptanilla kubotai ingår i släktet Leptanilla och familjen myror. Inga underarter finns listade i Catalogue of Life.